# Kvitnu
Kvitnu est un Label indépendant ukrainien de musique électronique.

## Histoire
Créé en 2006 par Dmytro Fedorenko (Kotra) et basé à Kiev, le label se concentre sur la production de musique expérimentale et d'avant garde « sous haute pression artérielle » (high blood pressure music) avec des sorties physiques et digitales principalement désignées par Zavoloka. Kvitnu est aussi une structure d'organisation d'événement qui promeut les nouveaux noms de la scène expérimentale ukrainienne, en créant régulièrement des festivals et des showcases dans différentes villes.
Le Kvitnu Fest, les soirées Kvitnu_live et MicroFormat, ainsi que le festival international Detali Zvuku sont les exemples les plus frappants à Kiev entre 2005 et 2013, avec une programmation comprenant des artistes comme Scorn, Pan Sonic, Extrawelt, Pole, Seefeel, Thomas Fehlmann, Alexei Borisov, ABS6, Plaster, Sturqen, Zavoloka, Edward Sol, v4w.enko…
En 2011, Kvitnu gagne trois prix au Qwartz Electronic Awards 7 à Paris dans les catégories du meilleur label, du meilleur artiste (Sturqen) et de la meilleure découverte (pour l'EP Peste par Sturqen). L'artiste v4w.enko est quant à lui nommé dans la catégorie Découverte pour son album Harmonic Ratio.
En 2013, ce sont Vitor Joaquim et Dunaewsky69 qui sont respectivement nommés pour les catégories suivantes : Expérimentation avec l'album Filament et meilleur album/EP avec l'EP Termination Voice.

## Artistes
- Zavoloka
- Kotra
- Sturqen
- Plaster
- Kaeba
- Matter
- Dunaewsky69
- v4w.enk
- Vitor Joaquim
- Binmatu